# Apygoplus
Apygoplus is een geslacht van hooiwagens uit de familie Assamiidae.
De wetenschappelijke naam Apygoplus is voor het eerst geldig gepubliceerd door Roewer in 1912. 

## Soorten
Apygoplus omvat de volgende 3 soorten:
- Apygoplus bulbigerus
- Apygoplus longipes
- Apygoplus marginatus